# Клод Жозеф Руже де Ліль
Клод-Жозе́ф Руже́ де Ліль (фр. Claude Joseph Rouget de Lisle; 10 травня 1760 — 26 червня 1836) — французький військовий інженер, поет і композитор. Найбільш відомий як творець «Марсельєзи», яка стала національним гімном Франції.

## Життєпис

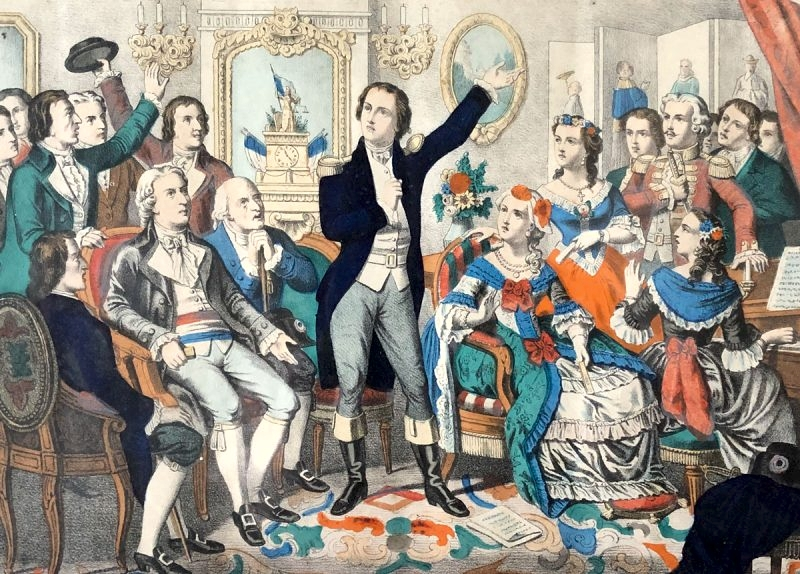
Клод Жозеф Руже де Ліль вперше виконує «Марсельєзу». Назва історично неточної легенди-гравюри про пісню.

Народився в Лон-ле-Соньє. Батько — Клод-Іґнас Руже, був адвокатом. Мати — Жанна-Мадлен Гальян. Місцевий варіант їх прізвища Лайл. Клод-Жозеф Руже був старшим сином у родині, де був і молодший — Клод-П'єр. Разом із братом вони навчалися в коледжі.
Клод-Жозеф Руже обрав військову кар'єру і закінчив Королівську (тобто державну) школу інженерів в містечку Мезьєр. Служив у різних військових гарнізонах, серед яких був і Мон-Дофін. Навесні 1791 року він опинився в місті Страсбур, де в масонській ложі зустрів Філіпа-Фредеріка де Дітріха. Останній буде підтримувати молодого офіцера з поетичними здібностями.
Саме на замовлення Філіпа-Фредеріка створив декілька патріотичних і військових пісень. Одна з пісень була виконана на площі Зброї в місті Страсбурі на святкуванні Дня Конституції 25 вересня 1791 року. Первісна назва нової пісні, відомої зараз як «Марсельєза» — «Військова пісня Рейнської армії».
13 червня 1792 року офіцер Клод-Жозеф Руже покинув Страсбур, аби керувати провінційною фортецею Huningen. 1795 року його відправили в армію на узбережжя під французький Брест, де він перебував під командуванням генерала Лазаря Гоша. Брав участь у військовому поході в місто Кіберон проти прихильників короля Франції, так званих шуанів. Вийшов у відставку 1796, чим значно погіршив власний матеріальний стан. Перебрався мешкати в Лон-ле-Соньє, де бідував.

## Арешт
За політичними поглядами був поміркованим республіканцем, але був звинувачений у контрреволюційній діяльності та кинутий за ґрати. Був звільнений з в'язниці після термідоріанського заколоту.

## Пізні твори
Написав ще декілька інших пісень на кшталт Марсельєзи, які опублікував у 1825 році в збірці «Chants français» (Французькі пісні), до якої також увійшли пісні ще 50-ти авторів, музику до яких написав Руже де Ліль. У його книжку «Essais en vers et en prose» (Ессе у віршах та прозі) (1797 р.) увійшли власне Марсельєза, оповідання «Adelaide et Monville» про сентиментальну дитину та декілька віршів.

## Доля головного твору
- Майбутня «Марсельєза» дістала несподівану назву через те, що її співали на вулицях Парижа вояки з міста Марсель. Хоча сама пісня не мала жодного відношення до Марселя. Вона швидко відірвалася і од автора, заживши власною долею, і відірвалася од первісної назви.

- Перше виконання пісні самим Руже де Лілєм є легендою. Саме цю історичну неточність підживлюють численні гравюри, автори яких не дбали про точність.

Пісню вперше виконав мер Страсбура Філіп-Фредерік де Дітріх у власній вітальні 26 квітня 1792 року.
- Пісня була створена в ніч з 25 на 26 квітня 1792 року після початку війни Рейнської армії французів проти завойовників з Австрії. Популярність пісні-маршу була шалена. Вже 1795 року її вперше зробили гімном. Намагання позбавити народ пам'яті про Французьку революцію 1789-1793 років відбилось як у нищенні пам'яток років революції, так і в цензурній забороні пісні у Франції.

- Цензурна заборона пісні оновлювалася кілька разів протягом ХІХ століття.

- Стара пісня була реабілітована лише 1879 року, коли вимерли покоління, що пам'ятали революційні події, а її головні діячі стали безпечними історичними персонажами для зміцнілого уряду Франції. Мелодію почали використовувати без навантаження її революційним пафосом, що позбавило марш його первісного духу.

## Галерея

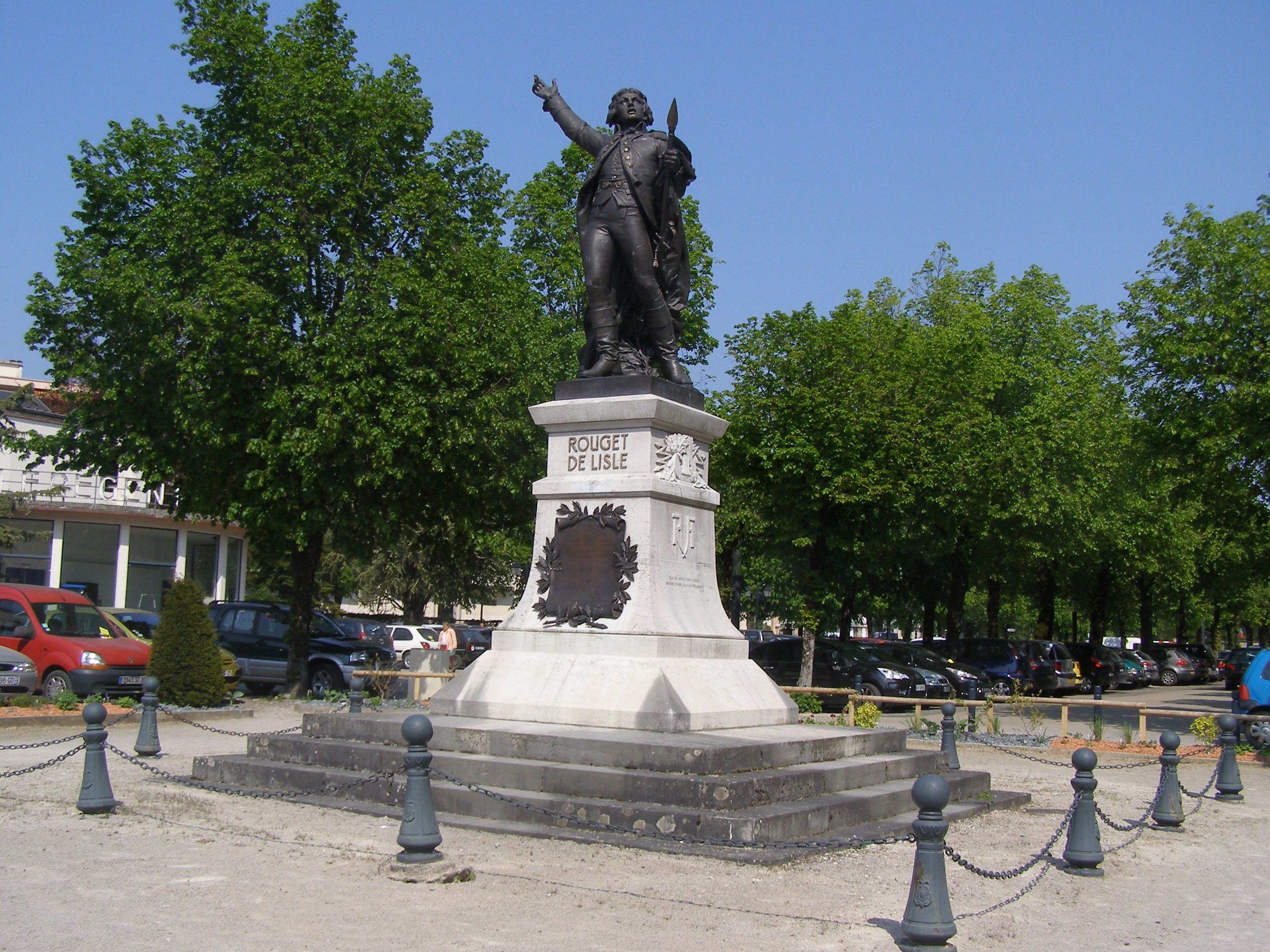
Монумент автору в місті Лон-ле-Соньє.
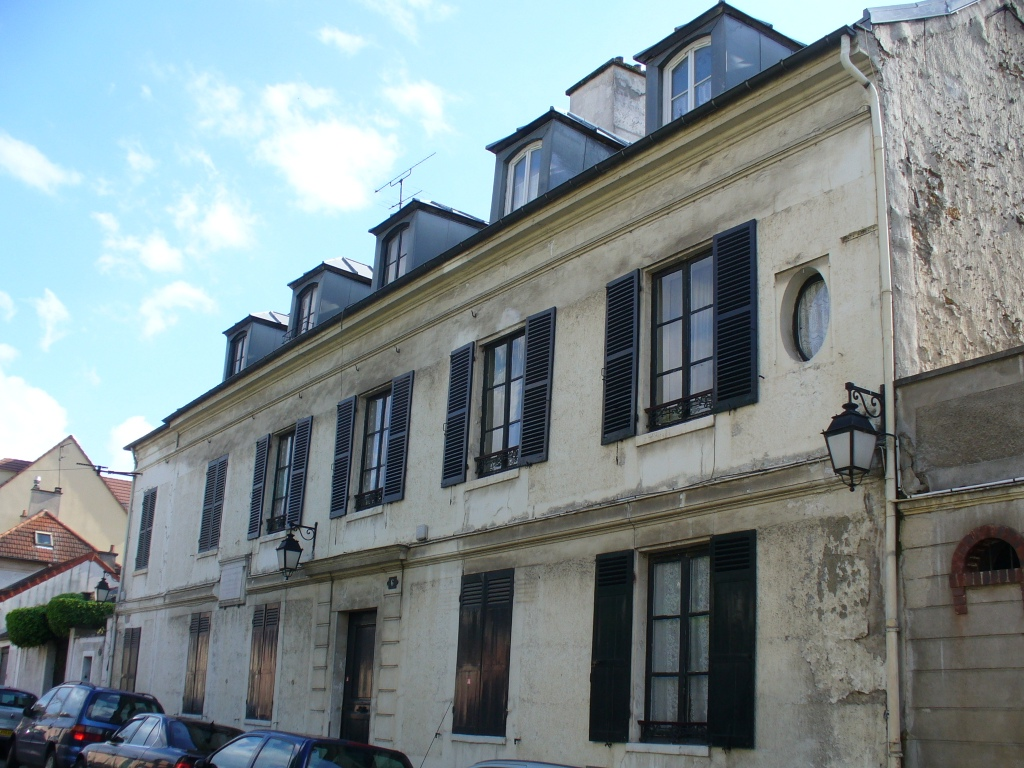
Будинок, де помер Руже де Ліль у Шуаз-ле-Руа
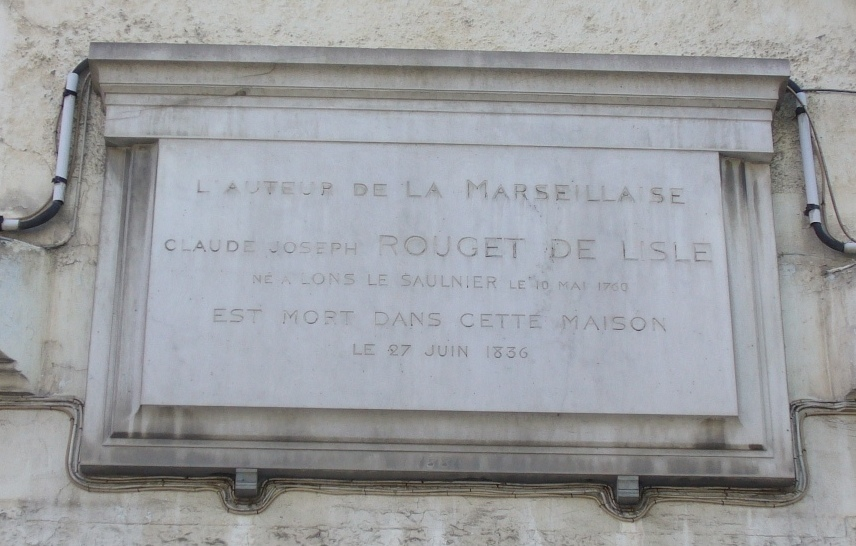
Меморіальна дошка в Шуаз-ле-Руа
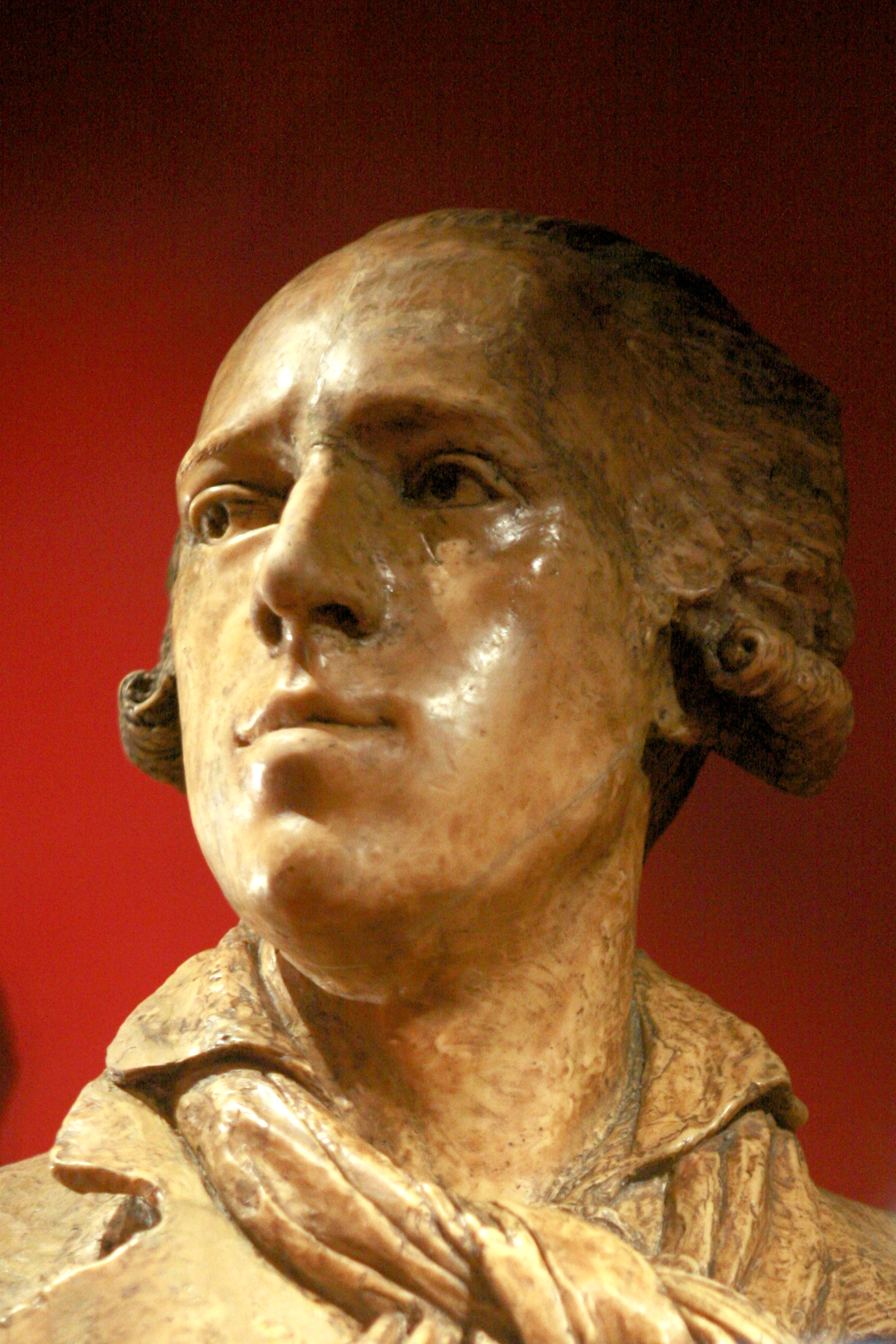
Скульптор Давид д'Анже, погруддя Руже де Ліля.